# Le Vagabond (Bosch)
Pour les articles homonymes, voir Le Vagabond.
Le Vagabond, ou Le Colporteur, ou Le Fils prodigue, est un tableau du peintre néerlandais Jérôme Bosch. Réalisé entre 1490 et 1510, il est actuellement exposé au Musée Boijmans Van Beuningen à Rotterdam. Le tableau est rond et mesure 71,5 cm de diamètre.
Le personnage représenté sur ce tableau est étonnement similaire à celui du Chemin de vie, représenté au revers du triptyque Le Chariot de foin. L'étude du personnage suggère qu'il est en train de choisir le chemin de la vertu, clos par une barrière à droite, plutôt que celui de la débauche qui conduit vers la maison sur la gauche, ou bien qu'il est le Fils prodigue rentrant à la maison après avoir parcouru le monde.

## L’Œuvre
Les historiens de l'art pensent que le tableau constituait à l'origine le revers des volets d'un triptyque, le Triptyque du vagabond, et qu'ils ont été réunis pour en faire un tableau indépendant. Cette hypothèse met le personnage en relation plus étroite encore avec l'homme qui se trouve sur le revers des volets du Chariot de foin du musée du Prado qui occupe une situation semblable et dont le sujet est proche. Les deux personnages diffèrent cependant par l'environnement dans lequel ils se meuvent. Certains auteurs leur donnent des sens opposés. On a longtemps appelé Le Vagabond de Rotterdam, Le Fils prodigue en se basant sur certains éléments du tableau. Le titre de vagabond laisse plus de liberté.

## Description

### La scène
Le personnage isolé de Rotterdam quitte une misérable auberge. Dans l'embrasure de la porte un soldat tente d'intercepter une femme qui sort munie d'une cruche. Une deuxième femme regarde le vagabond s'éloigner, tandis qu'un autre homme soulage sa vessie dans un coin sombre. Dans une cage est enfermée une pie, une cruche retournée enfilée sur un bâton se dresse au-dessus du pignon, un très long bâton est appuyé contre la façade. Une enseigne représentant un cygne est fixée à l'angle d'un mur et indique le caractère équivoque de l'auberge. Le cygne, qui est pour les marins un présage de bon augure, a cependant « les plumes de la couleur de la neige, mais sa chair est noire ; au sens moral, la neige sur les plumes désigne le faux-semblant, qui recouvre la chair de noir, parce que le faux-semblant voile le péché de la chair. » (Bestiaire, Ashmole, 1511).

### Le vagabond

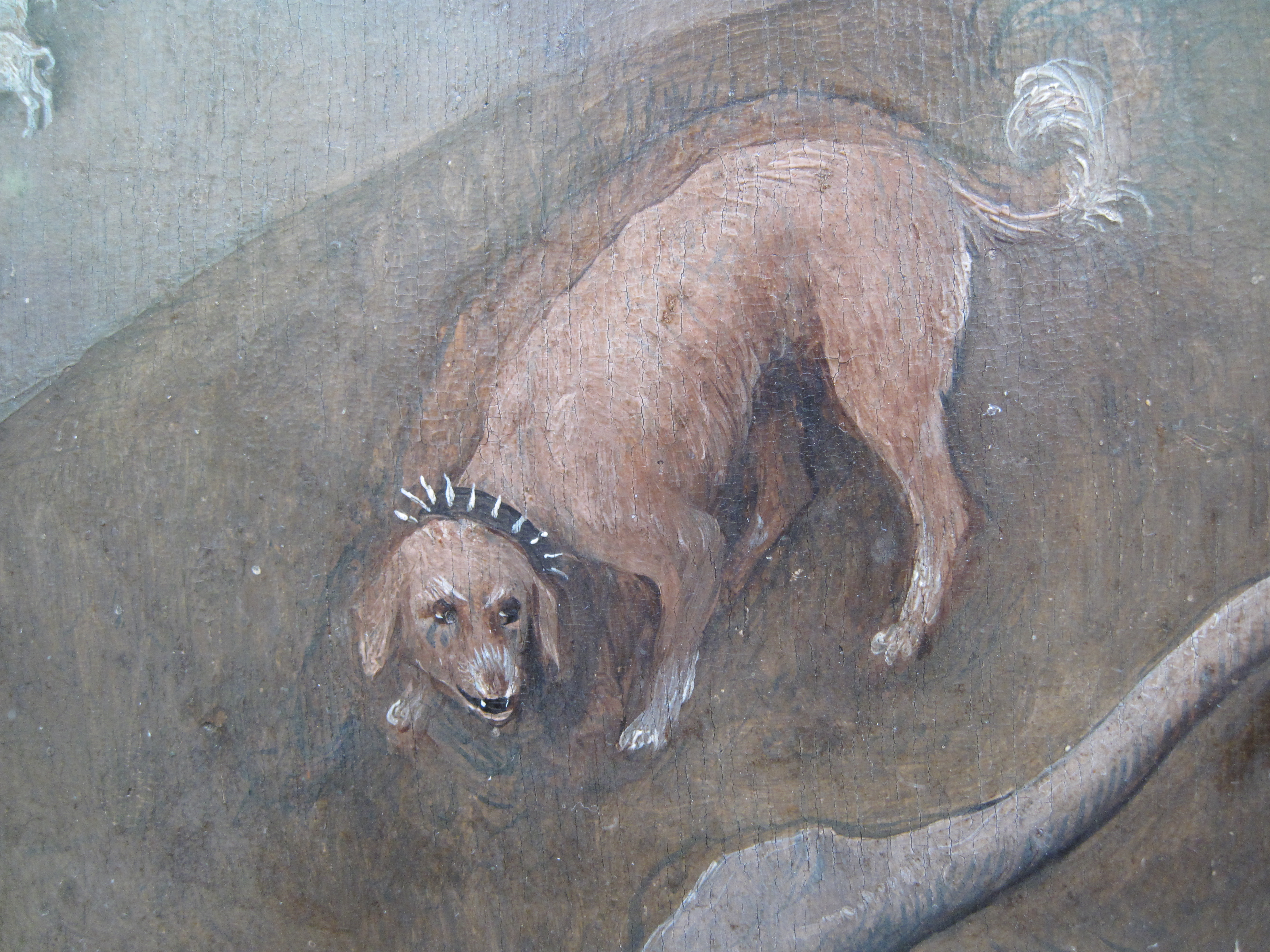
Le chien de chasse (détail).

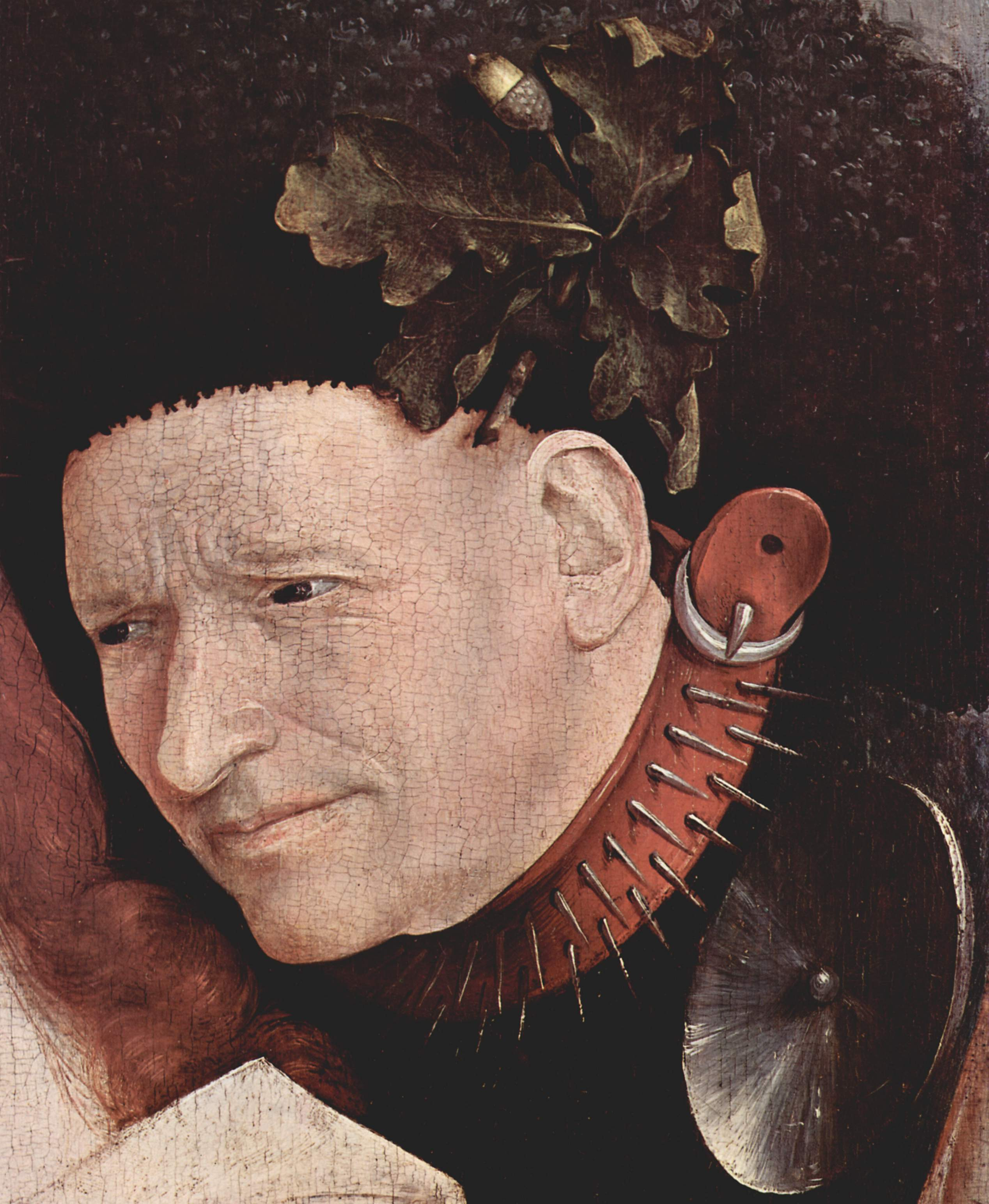
Jérôme Bosch, Le Couronnement d'épines (détail), v. 1485, National Gallery, Londres.

Le vagabond est vêtu de haillons, il a une blessure à la jambe gauche et porte deux chaussures différentes. Roger H. Marjinissen signale à ce propos une expression flamande en relation avec la pauvreté : « Op een slof en een schoen lopen » qui se traduit littéralement par « marcher avec un soulier et une pantoufle ». L'homme est coiffé d'un chaperon et tient un chapeau dans la main.
Une alêne est fixée à ce dernier, ce qui a fait dire qu'il s'agissait d'un mercier ambulant exerçant son métier de porte à porte. L'homme transporte sur le dos un panier tel qu'en portaient effectivement les colporteurs comme on en voit chez Pieter Brueghel l'Ancien. Mercier ou non, il s'agit d'un personnage sans point d'attaches — colporteur, pèlerin, vagabond — qui quitte un lieu de péché. L'auberge et le cygne de son enseigne, la cruche vide enfilée sur un bâton signalent un lieu mal famé, un bordel. D'autres éléments peuvent aussi avoir une connotation particulière, soit néfaste, soit érotique, ou au contraire bénéfique : les cruches, le tonneau, les pies, la mésange, le chien, la patte de cochon (celle-ci signale aussi la tente de l’Allégorie des plaisirs), la chouette… L'homme s'éloigne comme un fugitif mais, résolument, il tourne une dernière fois la tête et se défend du chien qui n'a pas l'air menaçant ici (mais le dessin sous-jacent qui transparaît sous la fine couche de couleur prévoyait un animal plus costaud). Ce chien porte au cou un collier hérissé de pointes comme en portaient les chiens de chasse. Ce collier les protégeait des morsures que pouvaient leur infliger les animaux pourchassés. L'un des bourreaux du Couronnement d'épines (Londres) porte un collier semblable.

### Sources et bibliographie
- Roger van Schoute, Monique Verboomen, Jérôme Bosch, Renaissance du Livre, 2003, p. 37 et suiv. - 234 pages Lire en ligne
- (nl) Roger H. Marijnissen, Hiëronymus Bosch : Het volledige oeuvre, Gottmer/Brecht, Haarlem, 1987,  (ISBN 90-230-0651-8)